# Atherinella starksi
Atherinella starksi är en fiskart som först beskrevs av Meek och Hildebrand 1923.  Atherinella starksi ingår i släktet Atherinella och familjen Atherinopsidae. IUCN kategoriserar arten globalt som livskraftig. Inga underarter finns listade.